# Illiesonemoura verrucosa
Illiesonemoura verrucosa är en bäcksländeart som först beskrevs av Harper 1975.  Illiesonemoura verrucosa ingår i släktet Illiesonemoura och familjen kryssbäcksländor. Inga underarter finns listade i Catalogue of Life.